# Eleutherornis
Eleutherornis cotei
Genre
Espèce
Eleutherornis est un genre éteint de grands oiseaux préhistoriques, des carnivores inaptes au vol, ayant vécu en Europe à l’Éocène moyen. 
Une seule espèce est rattachée au genre : Eleutherornis cotei, décrite par Delphine Angst, Eric Buffetaut, Christophe Lécuyer et Romain Amiot en 2013.

## Découverte
Les restes partiels de cet oiseau ont été découverts en France près de Lissieu, une commune de la métropole de Lyon et en Suisse à Egerkingen dans le canton de Soleure. Ils ont été réexaminés et décrits en 2013 par Delphine Angst et ses collègues sous le nom d'Eleutherornis,.

## Description

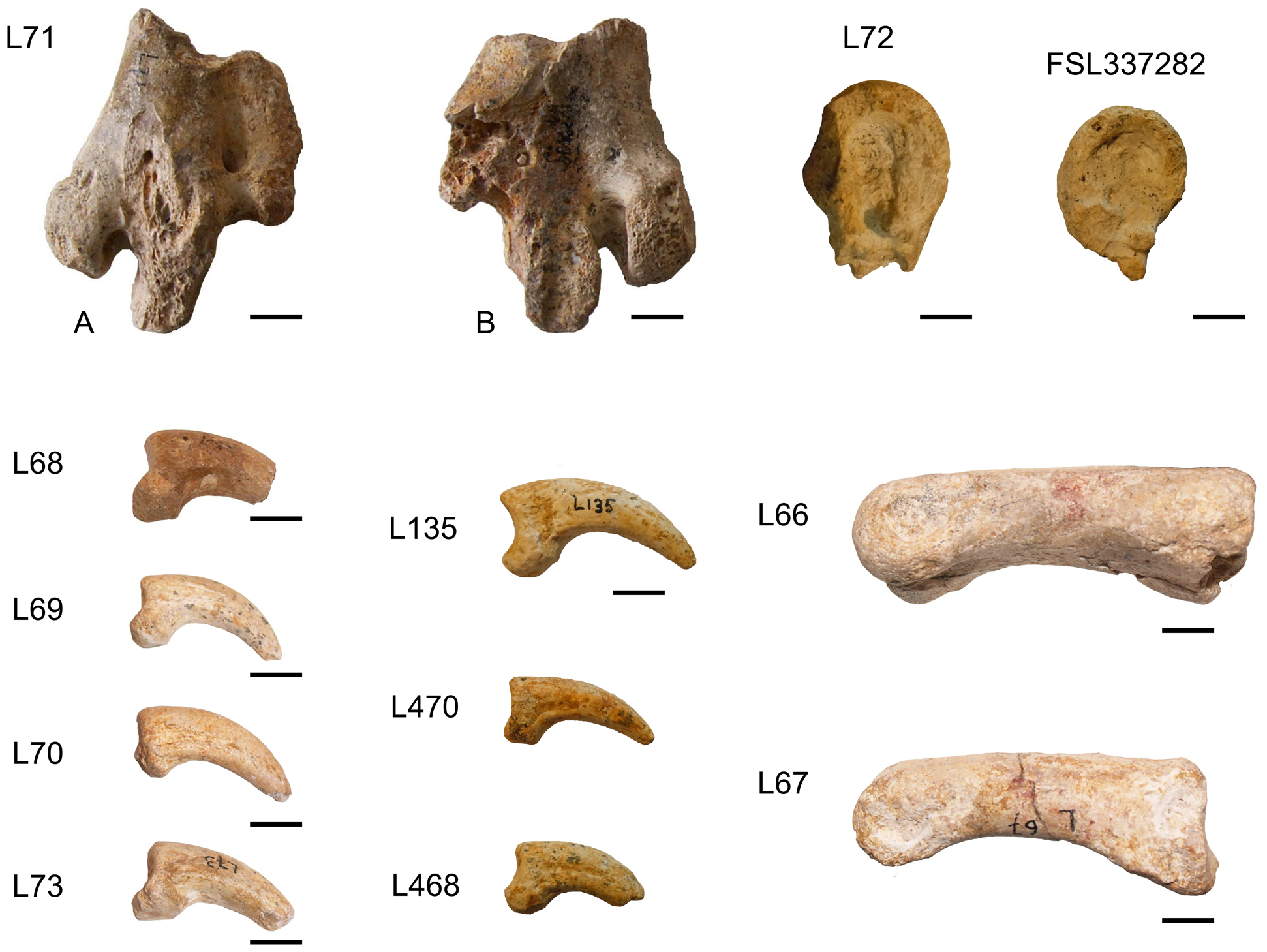
Fossiles d'Eleutherornis cotei de France : L 71 : partie distale du tarsométatarse gauche ; L 71 : trochlea d'un tarsométatarse III ; autres : phalanges.

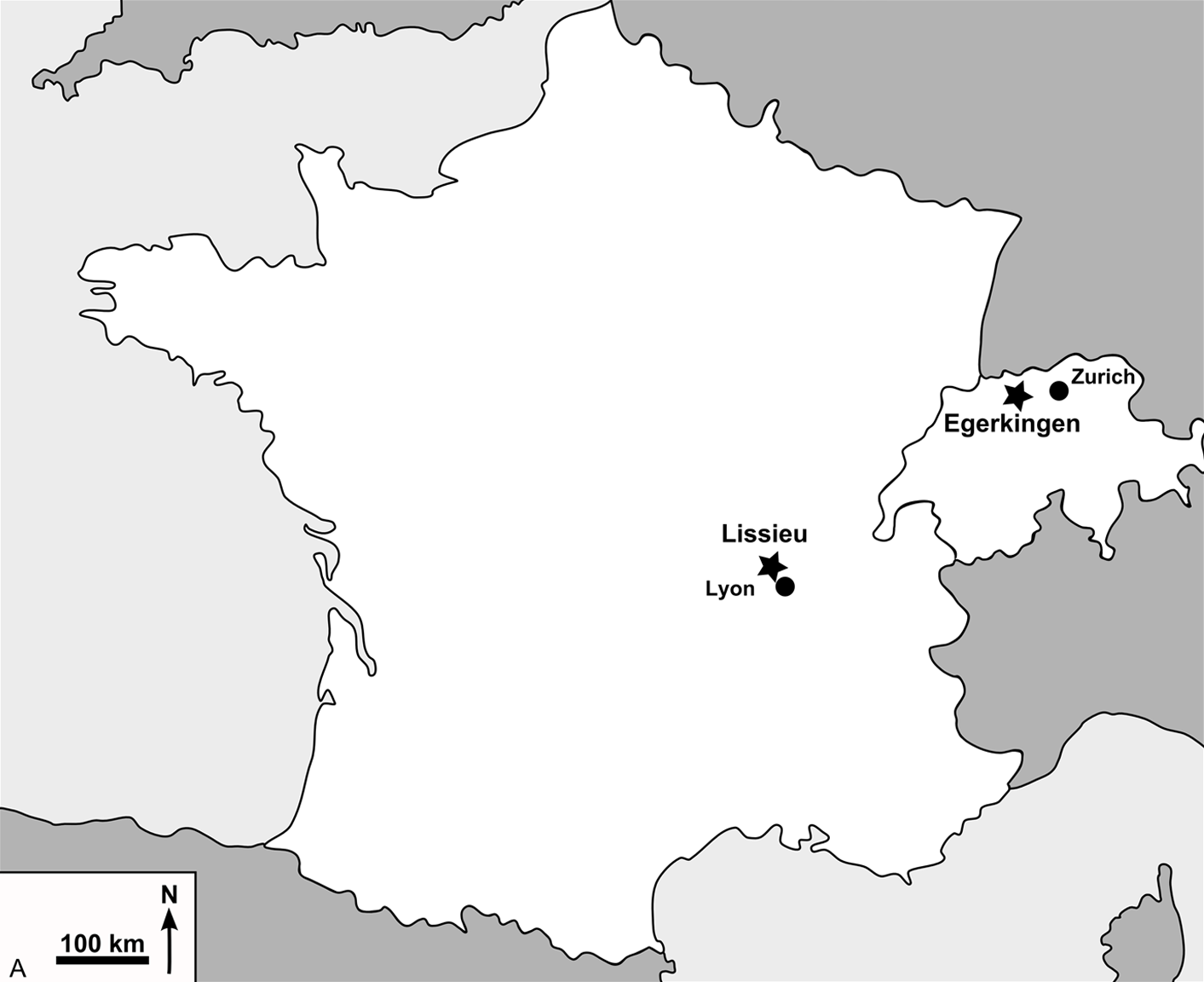
Situation des sites de découvertes d'Eleutherornis cotei.

C'est un phorusrhacidé de taille moyenne, d'une hauteur d'environ 1,50 mètre qui montre une combinaison de caractères basaux et dérivés. La trochlea du tarsométatarse II est élargie dans sa partie médiane comme chez les psilopterinés, tandis que la partie pré-acetabulaire de l'ilium est plus comprimée latéralement et plus accolée aux épines neurales des vertèbres synsacrales que chez les psilopterinés, et rappelle ainsi plus les phorusrhacidés plus évolués.

## Répartition géographique
C'est le seul phorusrhacidé connu en Europe et une des rares espèces de cette famille identifiée en dehors des Amériques, hormis Lavocatavis décrit en 2011 en provenance d'Algérie, mais dont l'appartenance à cette famille est débattue.